# Hans-Christian Reichel

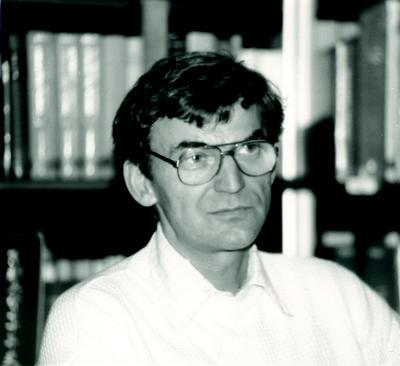
Hans-Christian Reichel 1987

Hans-Christian Reichel (* 16. Mai 1945 in Wien; † 28. Juni 2002) war ein österreichischer Mathematiker und Hochschulprofessor an der Universität Wien.

## Leben und Werk
Seine Dissertation im Jahr 1969 an der Universität Wien trug den Titel Nicht-archimedische Topologien und eine Anwendung aus der Theorie der Asymptotischen Reihen. Reichel wurde für seine Leistungen als Mathematiker ebenso geschätzt wie für seine Leistungen im Bereich der Didaktik der Mathematik.
Hans-Christian Reichel war Herausgeber und Mitherausgeber zahlreicher Bücher. Er verfasste Bücher zu den Themen Topologie, Wahrscheinlichkeitsrechnung, Statistik und viele anderen. Zur Didaktik der Mathematik erschienen zahlreiche Bücher, für die er als Haupt- oder Mitautor verantwortlich war, sowie Lehrbücher für allgemeinbildende Schulen, Gymnasien und Hauptschulen. Weiters verfasste er populärwissenschaftliche Aufsätze sowie Skripten für Lehrveranstaltungen.
Als Mitglied des wissenschaftlichen Beirats betreute er Werke zur Didaktik der Mathematik und zur Praxis der Mathematik und als Mitglied des wissenschaftlichen Beratungskomitees war er beratend für das Journal für Didaktik der Mathematik (Ferdinand Schöningh, Paderborn bzw. B. G. Teubner, Stuttgart/Leipzig) in den Jahren 1991–2002 tätig. 2001 wurde er als auswärtiger Gutachter zur Begutachtung der Lehre an der FU Berlin eingeladen. Er war Berater und Förderer von math.online, sowie wissenschaftlicher Mitarbeiter des Österreich-Lexikons aeiou. Weiters war er Vorsitzender der Didaktikkommission der Österreichischen Mathematischen Gesellschaft.
Reichel war bis zu seinem Tod mit Eva Reichel, ehemalige Direktorin des Döblinger Gymnasiums, verheiratet.
2002 verstarb Hans-Christian Reichel.

## Ausführliche Rezensionen
- M. Otte: Das Formale, das Soziale und das Subjektive – eine Einführung in die Philosophie und die Didaktik der Mathematik. JB DMV 99/3 (1997), 29–30.
- Ch. Thiel: Philosophie und Mathematik. Wiss. Buchgesellschaft, Darmstadt 1995. Rezension angefertigt für: Jahrbuch des Instituts für Höhere Studien 1997.